# Tanger Med
Tanger Med (arabisch طنجة-المتوسط) ist ein marokkanischer Seehafen am westlichen Mittelmeer zwischen Tanger und der spanischen Enklave Ceuta. Er wurde 2007 eröffnet. Als Freizone steht die Tanger Free Zone zur Verfügung. Über 100 Unternehmen haben sich dort angesiedelt. Weitere Freihandelszonen sind in der Umgebung von Tétouan und Fnideq nahe Ceuta geplant.

## Geschichte
Das erste Containerterminal wurde am 27. Juli 2007 vom marokkanischen König Mohammed VI. nach fünf Jahren Bauzeit und Baukosten von ca. zwei Milliarden Euro eingeweiht. Errichtende Baufirmen waren Møller-Mærsk, Eurogate, Bouygues und Horizon Terminals. Die Hafenverwaltung liegt bei der Agence spéciale Tanger Méditerranée (TMSA). Autobahn- und Eisenbahnanschluss sind vorhanden.

## Umschlag
Im Jahr 2015 wurden in Tanger Med insgesamt 42,0 Millionen Tonnen Güter umgeschlagen (+0,9 % zu 2014), 5,3 Mio. t Flüssiggüter (Erdöl) (+38 %), 496.400 t Stückgut (+17 %), im RoRo-Verkehr wurden 237.000 Lkw/Trailer (+8 %) umgeschlagen; im Jahr 2024 waren es bereits ca. 162 Millionen Tonnen zumeist in Containern. Der Neuwagenumschlag für die Produkte des Renault-Werks in Melloussa betrug ca. 260.000 Fahrzeuge (+23 %), am Autoterminal wurden 63.000 Fahrzeuge (+48 %) verschifft.
Außer dem Containerterminal gibt es einen Fährhafen für 5 Millionen Passagiere und 500.000 Fahrzeuge im Jahr, Terminals für Schüttgut, Stückgut, Öl- und Gasterminals.

## Konkurrenz
Konkurrent für den Umschlag zwischen Europa und Nordafrika und dem Mittelmeerraum sowie den Staaten am Persischen Golf Richtung Nordamerika ist der gegenüber gelegene europäische Hafen Algeciras in Spanien.